# 汾河鱷屬
汾河鱷屬（學名：Fenhosuchus）是主龍形類爬行動物的一屬，化石發現於中國山西省的臨汾市，生存年代為三疊紀安尼阶。汾河鱷可能是個嵌合體，由數種不同動物所構成，其中某些化石已被鑑定屬於勞氏鱷科。汾河鱷的跟骨似乎屬於引鱷科，或是其他基礎主龍類。跗骨則相當類似山西鱷。

## 外部連結
- 汾河鱷 （页面存档备份，存于） - Paleobiology Database